# Philip Livingston
Pour son père, voir Philip Livingston (1686-1749).
Pour les articles homonymes, voir Famille Livingston et Livingston.

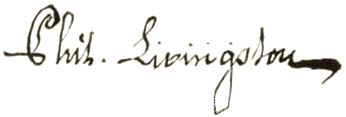
Signature de Livingston

Philip Livingston, né le 15 janvier 1716, mort le 12 juin 1778, était un marchand et homme d'État de New York. Il est délégué de l'État de New York au Congrès continental de 1775 à 1778 et signe la Déclaration d'indépendance des États-Unis.

## Biographie
Philip Livingston nait le 15 janvier 1716 à Albany (New York), de Robert (Second Lord of the Manor). Son père, le riche négociant et armateur négrier Philip Livingston Sr., est le second Lord of the Manor. Philip, étant son quatrième fils, n'a pas pu hériter du titre. Sa mère est la fille du Maire d'Albany (New York) Pieter Van Brugh.
Philip est diplômé de l'Université Yale en 1737. Il s'établit alors à New York où il poursuit une carrière de marchand. Il devient un commerçant reconnu et est élu au conseil municipal en 1754. Il est réélu tous les ans à cette fonction jusqu'en 1763. Aussi, en 1754, il siège en tant que délégué au Congrès d'Albanie. Là, il rassemble des délégués de plusieurs autres colonies pour entamer des pourparlers avec les Indiens et discuter de plans communs au sujet de la guerre de Sept Ans. Ils développent également un plan d'union des colonies qui est rejeté par le Roi George. En 1756, il est le premier Président de la Saint Andrew's Society of the State of New York. 
Livingston devient un instigateur actif des efforts pour lever et doter des troupes durant la guerre, et en 1759, il est élu à l'assemblée de la Province de New-York. En octobre 1765, il assiste au Stamp Act Congress, qui engendre la première protestation concrète contre la couronne, qui est le prélude à la Révolution américaine. Il rejoint le Committee of correspondence de New York et y continue à rencontrer les principaux représentant des autres colonies, puis le Committee of Sixty de New York.
Quand le Congrès Provincial de New York est fondé en 1775, il en devient son président. Il est également nommé en tant que délégué au Congrès continental la même année. Durant le Congrès, il soutient ouvertement l'indépendance vis-à-vis de la Grande-Bretagne et s’associe en 1776 à d'autres délégués pour signer la Déclaration d'indépendance des États-Unis
Après l'adoption de la nouvelle constitution de l'État de New York, il est élu au sénat de l'État en 1777, tout en continuant au Congrès National. Il meurt soudainement en assistant à la sixième session du Congrès à York (Pennsylvanie) et est enterré dans le Prospect Hill Cemetery. Livingston était un presbytérien, un franc-maçon et un instigateur du King's College, qui devient plus tard l'Université Columbia.

## Source
- (en) Cet article est partiellement ou en totalité issu de l’article de Wikipédia en anglais intitulé « Philip Livingston » (voir la liste des auteurs).